# Estadio Santiago de las Atalayas
El Estadio Santiago de las Atalayas está situado en la ciudad de Yopal Casanare, y tiene una capacidad de 10 000 espectadores. Desde 2023 es la sede del Boyacá Chicó Femenino que juega en la Liga Profesional Femenina de Fútbol de Colombia. En su historia recibió durante un año al club Pumas de Casanare en la Primera B de Colombia.

## Historia
A partir del 29 de julio de 2012, y durante ocho de los nueve partidos como local en el Torneo Finalización de la Primera A, el estadio fue la sede del equipo de fútbol Cúcuta Deportivo de la ciudad de Cúcuta, debido a los arreglos que se realizarán al Estadio General Santander con motivo de la preparación para los Juegos Nacionales de 2012. El club Alianza Petrolera jugó la totalidad del Torneo Apertura 2013 como local en este estadio, mientras se terminaban las obras en el estadio Álvaro Gómez Hurtado de Floridablanca.
El Patriotas Boyacá jugó la Copa Colombia 2019 y la Liga Profesional Femenina de Fútbol de Colombia como homenaje a la batalla del Pantano de Vargas.[cita requerida]
Boyacá Chicó Femenino juega de local en este escenario la Liga Femenina 2023.